# Lepas anserifera
Lepas anserifera ist eine Art der Entenmuscheln in der Klasse der Rankenfußkrebse, die weltweit in Ozeanen an Treibgut zu finden ist. 

## Merkmale
Der orangefarbene Pedunculus, der biegsame, muskulöse Stiel von Lepas anserifera, ist ebenso wie das muschelartige Capitulum („Köpfchen“) etwa 4 cm lang. Das Capitulum ist von 6 dicken, weißen, skulpturierten und nahe beieinander liegenden Kalkplatten umschlossen. Die beiden größten, am Stielende befindlichen Kalkplatten (Scutum) sind rechteckig mit Längsfurchen und einem glatten Buckel. Die beiden trapezförmigen Platten am freien Ende (Tergum) sind stärker gefurcht. Die dorsal gelegene Carina ist breit und gegabelt. Die gelben Klappen des Tergums geben den Rändern der Platten des lebenden Tieres eine Färbung. Wie bei anderen Rankenfüßern ist das Abdomen verkümmert, so dass vor allem Kopf und Thorax den Körper ausmachen. Die Mundwerkzeuge am Kopf bestehen aus einem am inneren Rand fein gezähnten Labrum, einem stumpfen Palpus, Mandibeln und Maxillen. Am Thorax befinden sich 3 Paar Kieferfüße und 5 bis 6 Paar Cirren zum Heranstrudeln von Nahrung – Zooplankton und Detritus – aus dem Meerwasser. Die Schwanzextremitäten sind glatt und gekrümmt, was Lepas anserifera von anderen Entenmuscheln deutlich unterscheidbar macht.
Wie andere Entenmuscheln ist Lepas anserifera zwittrig. Die Entwicklung verläuft über eine pelagische Nauplius-Larve und eine Cyprislarve, die sich an einem Substrat festsetzt und zum sessilen Adulttier metamorphosiert.

## Verbreitung
Lepas anserifera ist als Kosmopolit in allen gemäßigten bis tropischen Weltmeeren an Treibgut, aber z. B. auch an Walen zu finden.